# Monocreagra
Monocreagra là một chi bướm đêm thuộc họ Notodontidae. Chi này gồm các loài sau:
- Monocreagra orthyades Druce, 1893
- Monocreagra pheloides C. và R. Felder, 1874
- Monocreagra unimacula  (Warren, 1897)